# Robert Macalister
Robert Alexander Stewart Macalister (8. července 1870 Dublin – 26. dubna 1950 Cambridge) byl irský archeolog.

## Biografie
Narodil se v irském Dublinu a studoval na Cambridge University. Zprvu se zajímal především o archeologii Irska, ale záhy u něj převážil zájem o biblickou archeologii. Spolu s Frederickem J. Blissem mezi lety 1898 a 1900 provedl vykopávky několik měst ve Šefele, kde získali licenci od osmanských úřadů. Hlavní část vykopávek provedli v Mareše. Použili již metodu stratigrafie, kterou rozvinul William Flinders Petrie. Spolu vyvinuli metodu datace podle typologie keramiky.
V letech 1902 až 1909 byl zodpovědný za výzkum Gezeru. Byl to jeden z prvních opravdu odborných archeologických výzkumů v regionu. Přesto měl mnohé nedostatky.
Roku 1909 se přestal zabývat biblickou archeologií a přijal profesorské místo v dublinské univerzitě. Zde se specializoval na keltské vykopávky a přednášel až do roku 1943.